# Liste der Naturdenkmale im Bezirk Steglitz-Zehlendorf
Die Liste der Naturdenkmale im Bezirk Steglitz-Zehlendorf nennt die im Berliner Bezirk Steglitz-Zehlendorf ausgewiesenen Naturdenkmale.

## Bäume
| Nr.               | Bezeichnung                        | Lage | Beschreibung               | Schutzzweck                       | Bild                                    |
| ----------------- | ---------------------------------- | --- | -------------------------- | --------------------------------- | --------------------------------------- |
| 6-3/B Wikidata    | Zwei Stieleichen                   | Brückenstraße 3 (Standort)                                                                                | Quercus robur              | Schönheit                         | mehr Fotos \| Fotos hochladen           |
| 6-7/B Wikidata    | Rot-Buche                          | Potsdamer Straße 23 (Standort)                                                                            | Fagus sylvatica            |                                   | mehr Fotos \| Fotos hochladen           |
| 6-10/B Wikidata   | Stiel-Eiche                        | Weddigenweg 7 (Standort)                                                                                  | Quercus robur              |                                   | mehr Fotos \| Fotos hochladen           |
| 6-11/B Wikidata   | Stiel-Eiche                        | Ruth-Andreas-Friedrich-Park (Standort)                                                                    | Quercus robur              |                                   | mehr Fotos \| Fotos hochladen           |
| 6-16/B Wikidata   | Friedenseiche                      | Schloßstraße 81 (am Steglitzer Kreisel) (Standort)                                                        | Quercus robur              | Schönheit, landeskundliche Gründe | mehr Fotos \| Fotos hochladen           |
| 6-17/B Wikidata   | Weißer Maulbeerbaum                | Althoffplatz (Standort)                                                                                   | Morus alba                 |                                   | mehr Fotos \| Fotos hochladen           |
| 6-18/B Wikidata   | Zwei Blutbuchen                    | Althoffplatz (Standort)                                                                                   | Fagus sylvatica            | Schönheit (als Gruppe)            | mehr Fotos \| Fotos hochladen           |
| 6-19/B Wikidata   | Stiel-Eiche                        | Karwendelstraße 30-34 (Standort)                                                                          | Quercus robur              |                                   | mehr Fotos \| Fotos hochladen           |
| 6-21/B Wikidata   | Gemeine Eibe                       | Königin-Luise-Straße 1–3 (Standort)                                                                       | Taxus baccata              | Schönheit, Seltenheit             | mehr Fotos \| Fotos hochladen           |
| 6-24/B Wikidata   | Stechpalme                         | Plantagenstraße 5 (Standort)                                                                              | Ilex aquifolium            | Schönheit, Seltenheit             | mehr Fotos \| Fotos hochladen           |
| 6-28/B Wikidata   | Gemeine Eibe                       | Grunewaldstraße Ecke Schlossstraße (Standort)                                                             | Taxus baccata              |                                   | mehr Fotos \| Fotos hochladen           |
| 6-31/B Wikidata   | Friedenseiche (Zehlendorfer Eiche) | Clayallee vor Nummer 357 Ecke Potsdamer Straße (Standort)                                                 | Quercus robur              | landeskundliche Gründe            | mehr Fotos \| Fotos hochladen           |
| 6-32/B Wikidata   | Gemeine Kiefer                     | Pacelliallee 19-21 (Standort)                                                                             | Pinus sylvestris           |                                   | mehr Fotos \| Fotos hochladen           |
| 6-38/B-1 Wikidata | Platane                            | Garten Klein-Glienicke (Standort)                                                                         | Platanus x hispanica       |                                   | Direkt Bild zu diesem Denkmal hochladen |
| 6-38/B-2 Wikidata | Platane                            | Garten Klein-Glienicke (Standort)                                                                         | Platanus x hispanica       |                                   | Direkt Bild zu diesem Denkmal hochladen |
| 6-38/B-3 Wikidata | Platane                            | Garten Klein-Glienicke (Standort)                                                                         | Platanus x hispanica       |                                   | Direkt Bild zu diesem Denkmal hochladen |
| 6-39/B Wikidata   | Blut-Buche                         | Waltharistraße 10 (Standort)                                                                              | Fagus sylvatica 'Purpurea' |                                   | mehr Fotos \| Fotos hochladen           |
| 6-40/B Wikidata   | Kaukasische Flügelnuss             | FU-Forschungsanstalt für Gartenbau (Standort)                                                             | Pterocarya fraxinifolia    |                                   | mehr Fotos \| Fotos hochladen           |
| 6-42/B Wikidata   | Rehwieseneiche                     | Spanische Allee, Rehwiese / Nikolassee (Standort)                                                         | Quercus robur              | Schönheit                         | mehr Fotos \| Fotos hochladen           |
| 6-50/B Wikidata   | Stiel-Eiche                        | Markgrafenstraße 1/2 (Standort)                                                                           | Quercus robur              |                                   | mehr Fotos \| Fotos hochladen           |
| 6-51/B Wikidata   | Stiel-Eiche                        | Markgrafenstraße 8 (Standort)                                                                             | Quercus robur              |                                   | mehr Fotos \| Fotos hochladen           |
| 6-53/B Wikidata   | Stiel-Eiche                        | Bismarckstraße 69 (Standort)                                                                              | Quercus robur              |                                   | Direkt Bild zu diesem Denkmal hochladen |
| 6-56/B Wikidata   | Hubertuseiche                      | An der Hubertusbaude, Forst Düppel, Jagen 67 (Standort)                                                   | Quercus robur              | landeskundliche Gründe            | mehr Fotos \| Fotos hochladen           |
| 6-58/B Wikidata   | Stiel-Eiche                        | Neue Kreisstraße 50 (Standort)                                                                            | Quercus robur              |                                   | Direkt Bild zu diesem Denkmal hochladen |
| 6-69/B Wikidata   | Trauben-Eiche                      | Forst Grunewald Jagen 73 (Standort)                                                                       | Quercus petraea            |                                   | mehr Fotos \| Fotos hochladen           |
| 6-70/B Wikidata   | Stiel-Eiche                        | Forst Grunewald Jagen 100 (Standort)                                                                      | Quercus robur              |                                   | mehr Fotos \| Fotos hochladen           |
| 6-71/B Wikidata   | Platane                            | Forst Grunewald Jagen 100 (Standort)                                                                      | Platanus x hispanica       |                                   | Direkt Bild zu diesem Denkmal hochladen |
| 6-73/B Wikidata   | Stiel-Eiche                        | Volkspark Klein-Glienicke (Standort)                                                                      | Quercus robur              |                                   | Direkt Bild zu diesem Denkmal hochladen |
| 6-74/B Wikidata   | Platane                            | Immanuel-Krankenhaus (Standort)                                                                           | Platanus x hispanica       |                                   | Direkt Bild zu diesem Denkmal hochladen |
| 6-76/B-1 Wikidata | Gemeine Eibe                       | Königin-Luise-Straße 22 (Standort)                                                                        | Taxus baccata              |                                   | mehr Fotos \| Fotos hochladen           |
| 6-76/B-2 Wikidata | Riesen-Lebensbaum                  | Königin-Luise-Straße 22 (Standort)                                                                        | Thuja plicata              |                                   | mehr Fotos \| Fotos hochladen           |
| 6-77/B-1 Wikidata | Zypressen-Wacholder                | Königin-Luise-Straße 22 (Standort)                                                                        | Juniperus scopulorum       |                                   | mehr Fotos \| Fotos hochladen           |
| 6-77/B-2 Wikidata | Tulpen-Magnolie                    | Königin-Luise-Straße 22 (Standort)                                                                        | Magnolia × soulangeana     |                                   | mehr Fotos \| Fotos hochladen           |
| 6-78/B Wikidata   | Katsurabaum                        | Königin-Luise-Straße 22 (Standort)                                                                        | Cercidiphyllum japonicum   |                                   | mehr Fotos \| Fotos hochladen           |
| 6-79/B Wikidata   | Ahornblättrige Platane             | Immanuel-Krankenhaus Am Kleinen Wannsee 5 (Standort)                                                      | Platanus x hispanica       |                                   | Direkt Bild zu diesem Denkmal hochladen |
| 6-80/B-1 Wikidata | Veredelte Blut-Buche               | Am Kleinen Wannsee 5 (Standort)                                                                           | Fagus sylvatica 'Purpurea' |                                   | Direkt Bild zu diesem Denkmal hochladen |
| 6-80/B-2 Wikidata | Silber-Zypresse                    | Am Kleinen Wannsee 5 (Standort)                                                                           | Chamaecyparis pisifera     |                                   | Direkt Bild zu diesem Denkmal hochladen |
| 6-81/B Wikidata   | Chinesische Hybrid-Walnuss         | Stadtpark Steglitz, nordöstlich des Mittelkreises (Standort)                                              | Juglans sinensis           |                                   | mehr Fotos \| Fotos hochladen           |
| 6-82/B Wikidata   | Feld-Ahorn                         | Stadtpark Steglitz, östlich des Kleinen Stadtparkteiches (Standort)                                       | Acer campestre             |                                   | mehr Fotos \| Fotos hochladen           |
| 6-83/B Wikidata   | Gewöhnliche Eibe                   | Ecke Schlossstraße 38, Gelände der Schwartzschen Villa Grunewaldstraße 55 (Standort)                      | Taxus baccata              |                                   | mehr Fotos \| Fotos hochladen           |
| 6-84/B Wikidata   | Weymouth-Kiefer                    | Altensteinstraße 15A (Standort)                                                                           | Pinus strobus              |                                   | mehr Fotos \| Fotos hochladen           |
| 6-85/B Wikidata   | Götterbaum                         | Begonienplatz, gegenüber Eingang Botanischer Garten, auf Höhe Begonienplatz 3 (Standort)                  | Ailanthus altissima        |                                   | mehr Fotos \| Fotos hochladen           |
| 6-86/B Wikidata   | Blauglockenbaum                    | Berliner Straße 28 (Standort)                                                                             | Paulownia tomentosa        |                                   | mehr Fotos \| Fotos hochladen           |
| 6-87/B Wikidata   | Ginkgo                             | Drakestraße 70C (Standort)                                                                                | Ginkgo biloba              |                                   | mehr Fotos \| Fotos hochladen           |
| 6-88/B Wikidata   | Europäische Stechpalme             | südlich des Standesamtes Teltower Damm 10 (Standort)                                                      | Ilex aquifolium            |                                   | mehr Fotos \| Fotos hochladen           |
| 6-89/B Wikidata   | Riesen-Lebensbaum                  | südlich der Kita Markgrafenstraße 1-2 (Standort)                                                          | Thuja plicata              |                                   | mehr Fotos \| Fotos hochladen           |
| 6-90/B Wikidata   | Ess-Kastanie                       | Königstraße Ecke Ahornstraße, Am Spielplatz (Standort)                                                    | Castanea sativa            |                                   | mehr Fotos \| Fotos hochladen           |
| 6-91/B Wikidata   | Schindel-Eiche                     | Kronprinzessinnenweg, Einmündung Am Sandwerder, Grünfläche gegenüber S-Bf. Wannsee (Standort)             | Quercus imbricaria         |                                   | mehr Fotos \| Fotos hochladen           |
| 6-92/B Wikidata   | Stiel-Eiche                        | vor Wilhelmplatz 4 (Zentrum ehem. Dorf Stolpe) (Standort)                                                 | Quercus robur              |                                   | Direkt Bild zu diesem Denkmal hochladen |
| 6-93/B Wikidata   | Stiel-Eiche                        | Wannseebadweg, ca. 200 m von Kronprinzessinnenweg (Standort)                                              | Quercus robur              |                                   | mehr Fotos \| Fotos hochladen           |
| 6-94/B Wikidata   | Stiel-Eiche                        | Wannseebadweg, gegenüber Parkplatz Strandbad Wannsee (Standort)                                           | Quercus robur              |                                   | mehr Fotos \| Fotos hochladen           |
| 6-95/B Wikidata   | Schwarz-Pappel                     | Havelufer, nördlich der Schwanenwerderbrücke, ca. 150 m nördlich von Ende Schwanenwerderweg (Standort)    | Populus nigra              |                                   | mehr Fotos \| Fotos hochladen           |
| 6-98/B Wikidata   | Schwarz-Pappel                     | Landspitze Heckeshorn, Uferbereich auf der Höhe, Am Grossen Wannsee 68 (Standort)                         | Populus nigra              |                                   | Direkt Bild zu diesem Denkmal hochladen |
| 6-99/B Wikidata   | Winter-Linde                       | Park Jagdschloss Glienicke, nordwestlicher Bereich, ca. 200 m südöstlich von Glienicker Brücke (Standort) | Tilia cordata              |                                   | Direkt Bild zu diesem Denkmal hochladen |
| 6-100/B Wikidata  | Winter-Linde                       | Schlossgarten Glienicke, an der Königstraße, gegenüber Wiesenteich (Standort)                             | Tilia cordata              |                                   | Direkt Bild zu diesem Denkmal hochladen |
| 6-101/B Wikidata  | Trauben-Eiche                      | Pfaueninsel, ca. 100 m nordöstlich vom Fähranleger (Standort)                                             | Quercus petraea            |                                   | Direkt Bild zu diesem Denkmal hochladen |
| 6-102/B Wikidata  | Trauben-Eiche                      | Pfaueninsel, ca. 100 m nordöstlich vom Schloss (Standort)                                                 | Quercus petraea            |                                   | Direkt Bild zu diesem Denkmal hochladen |
| 6-103/B Wikidata  | Trauben-Eiche                      | Pfaueninsel, nördlich Wasservogelteich (Standort)                                                         | Quercus petraea            |                                   | mehr Fotos \| Fotos hochladen           |
| 6-104/B Wikidata  | Schwarzer Maulbeerbaum             | Morgensternstraße 4/5 (Standort)                                                                          | Morus nigra                |                                   | mehr Fotos \| Fotos hochladen           |
| 6-105/B Wikidata  | Stiel-Eiche                        | Schlosspark Glienicke, ca. 150 m nördlich von Königstraße 35C (Standort)                                  | Quercus robur              |                                   | Direkt Bild zu diesem Denkmal hochladen |
| 6-106/B Wikidata  | Europäische Stechpalme             | Grunewaldstraße 7A (Standort)                                                                             | Ilex aquifolium            |                                   | mehr Fotos \| Fotos hochladen           |
| 6-107/B Wikidata  | Blutbuche                          | Adolfstraße 7 (Standort)                                                                                  | Fagus sylvatica 'Purpurea' |                                   | mehr Fotos \| Fotos hochladen           |
| 6-108/B Wikidata  | Trauben-Eiche                      | Pfaueninsel, ca. 150 m nordöstlich vom Schloss (Standort)                                                 | Quercus petraea            |                                   | Direkt Bild zu diesem Denkmal hochladen |

## Findlinge
Die in Berlin als Naturdenkmal geführten Findlinge sind in der Regel erratische Blöcke mit einem Volumen von mindestens einem Kubikmeter und somit eine Masse von mehreren Tonnen.
| Nr.            | Bezeichnung           | Lage                                                                     | Beschreibung | Schutzzweck                | Bild                          |
| -------------- | --------------------- | ------------------------------------------------------------------------ | ------------ | -------------------------- | ----------------------------- |
| 6-1/F Wikidata | Zwei Findlinge        | Gemeindepark Lankwitz am Fuß der Rodelbahn nahe Beselerstraße (Standort) |              | naturgeschichtliche Gründe | mehr Fotos \| Fotos hochladen |
| 6-2/F Wikidata | Findling              | Am Fichtenberg 16 (Standort)                                             |              | naturgeschichtliche Gründe | mehr Fotos \| Fotos hochladen |
| 6-3/F Wikidata | Findling „Thielstein“ | Thielpark, Im schwarzen Grund (Standort)                                 |              | naturgeschichtliche Gründe | mehr Fotos \| Fotos hochladen |

## Flächenhafte Naturdenkmale
| Nr.             | Bezeichnung                                          | Lage | Beschreibung | Schutzzweck | Bild                          |
| --------------- | ---------------------------------------------------- | --- | --- | --- | ----------------------------- |
| FND-01 Wikidata | Mittelstreifen Potsdamer Straße / Potsdamer Chaussee | Potsdamer Chaussee von der Quantzstraße im Westen bis zur Potsdamer Straße an der Ahornstraße im Osten (Standort) | Die Bordsteine zwischen den beiden Richtungsfahrbahnen bilden die nördliche und südliche Begrenzung, die versiegelten Teilflächen sind nicht Bestandteil des Naturdenkmals. | Kulturgeschichtliche, naturgeschichtliche und landeskundliche Gründe, Seltenheit, Eigenart, Schönheit und landschaftstypischen Kennzeichnung                                             | mehr Fotos \| Fotos hochladen |
| FND-04 Wikidata | Mittelstreifen Berliner Straße                       | Berliner Straße zwischen Charlottenburger Straße im Westen und Thielallee im Osten (Standort)                     | Die Bordsteine zwischen den beiden Richtungsfahrbahnen bilden die nördliche und südliche Begrenzung, die versiegelten Teilflächen sind nicht Bestandteil des Naturdenkmals. | Erhaltung der Geschlossenheit des eichenbestandenen Mittelstreifens als Eichenallee, kulturgeschichtliche Gründe, Seltenheit, Eigenart, Schönheit und landschaftstypischen Kennzeichnung | mehr Fotos \| Fotos hochladen |